# John Jortin
John Jortin (23 octobre 1698 - 5 septembre 1770) est un théologien et historien (anglican) anglais.

## Biographie
John Jortin est le fils de Renatus Jordain, un huguenot français réfugié en Angletterre qui travaille en tant que représentant du gouvernement anglais, et de Martha Rogers, fille de l'homme d'église et écrivain religieux Daniel Rogers. Il est éduqué au Jesus College à Cambridge, où il est nommé fellow en 1721. Trois ans plus tard, en 1724, il prononce une conférence à Cambridge dans le cadre des Rede lecture (en) (portant sur la logique, la philosophie ou la rhétorique). En 1749, il prononce une conférence dans le cadre des Boyle lectures (en) (portant sur les liens entre le christianisme et la philosophie — à cette époque, précurseur de la science moderne). Homme d'église, il a occupé différents postes religieux, dont celui d'archidiacre de Londres en 1764.

## Œuvres
En 1731-32, Jortin tient un magazine, Miscellaneous Observations upon Authors, Ancient and Modern, où il rédige des articles sur Edmund Spenser et John Milton. Son ouvrage Discourses Concerning the Truth of the Christian Religion, publié en 1746, porte l'apologétique chrétienne. Son Remarks on Ecclesiastical History en 5 volumes publiés de 1751 à 1773, a été qualifié d'être « la plus importante histoire ecclésiastique anglicane du XVIIIe siècle ». L'historien britannique Edward Gibbon a respecté ce travail. Sa dissertation sur la position de Virgile envers les morts diffère de l'opinion de William Warburton, ce qui a valu une controverse avec Richard Hurd, un disciple de Warburton. S'inspirant des travaux de Jean Le Clerc, il rédige Life of Erasmus, un ouvrage en deux volumes publiés en 1758 et 1760 : « Jortin est, par plusieurs aspects, l'un des derniers représentants de l'humanisme chrétien, ainsi qu'un citoyen actif de la République des Lettres protestante ». Il a publié des pamphlets et des tracts. Sept livres de ses sermons ont été publiés après sa mort, probablement parce qu'il a écrit avec érudition dans un style vivant.

### Citations originales
1. ↑  (en) « the most significant Anglican ecclesiastical history of the eighteenth century »
2. ↑  (en) « Jortin was in many ways a late representative of Christian humanism, as well as an active citizen in the protestant republic of letters »